# Дэвис, Осси
Осси Дэвис (англ. Ossie Davis; 18 декабря 1917 — 4 февраля 2005) — американский актёр, кинорежиссёр, сценарист, драматург и политический активист.

## Биография

### Карьера
Рейфорд Четмэн Дэвис (англ. Raiford Chatman Davis) родился 19 декабря 1917 года в округе Клинч в Джорджии. Имя Осси появилось от ошибочной записи его инициалов RC ([ɑː  siː]) после его рождения. По настоянию родителей он поступил в Университет Говарда в Вашингтоне, но в 1939 году бросил учёбу и устремился в Нью-Йорк, желая начать там актёрскую карьеру. В том же году он впервые появился на театральной сцене в одном из театров Гарлема.
Его кинодебют состоялся в 1950 году в фильме «Выхода нет» с Сидни Пуатье в главной роли. Осси Дэвис, наряду с другими афроамериканскими актёрами его поколения, пытался бороться с практикой приглашения лишь на стереотипные роли, например дворецких, которые считались стандартными для чернокожих актёров в то время. Он старался следовать примеру Сидни Пуатье и добиваться в кино более серьёзных ролей, и ему, как Пуатье и Биллу Косби, это порой удавалось. Одной из таких заметных ролей стал Джако Кинг в военной драме Сидни Люмета «Холм», с Шоном Коннери в главной роли. В 1968 году он появился в фильме «Охотники за скальпами», за роль в котором был номинирован на премию «Золотой глобус». Когда же ему всё же доставались роли дворецких, водителей или носильщиков, он старался их сыграть с предельной степенью достоинства.
Осси Дэвис, наряду с Мелвином Ван Пиблзом и Гордоном Парксом, был одним из немногих афроамериканских режиссёров своего поколения, сняв в 1970-х годах пять кинокартин. Помимо этого он также проявил себя как сценарист, написав несколько сценариев к фильмам и спектаклям. Осси Дэвис помимо кинематографа продолжал играть и на театральных сценах, в том числе и на Бродвее, за что дважды становился номинантом на премию «Тони».
На последних этапах свой кинокарьеры Осси был востребован режиссёром Спайком Ли, который снял его в нескольких своих фильмах, среди которых «Делай как надо!» (1989), «Любовная горячка» (1991), «Садись в автобус» (1996) и «Она ненавидит меня» (2004). В 1990-е он также был востребован на телевидении, где часто появлялся в различных телефильмах и сериалах («12 разгневанных мужчин», «Прикосновение ангела»), а также был рассказчиком. Помимо этого у него были приметные роли в картинах «Джо против вулкана» (1990), «Гладиатор» (1992), «Полицейский с половиной» (1993), «Старые ворчуны» (1993), «Клиент» (1994) и «Доктор Дулиттл» (1998). В 1992 году в финальной сцене фильма «Малколм Икс» он произносит тут же речь, что и на похоронах знаменитого активиста в 1965 году. Снимался в интерактивном кино «Ripper» в роли редактора газеты Virtual Herald Бена Доддса (1996). Свою последнюю роль он исполнил в 2005 году в сериале «Секс в другом городе», в эпизоде, где его персонаж Мелвин Портер умирает. Этот эпизод вышел на экраны в мае того же года и был посвящён памяти актёра.

### Личная жизнь
В 1948 году он женился на актрисе Руби Ди, с которой провёл в открытом браке 57 лет и вырастил троих детей. Они были известными активистами и членами многих правозащитных организаций, в том числе и NAACP, которая в 1989 году включила его с супругой в свой зал славы. Дэвис с женой были друзьями Мартина Лютера Кинга, Малколма Икс, Джесси Джексона и других афроамериканских икон эпохи. В августе 1963 года они приняли участие в знаменитом Марше на Вашингтон, где Мартин Лютер Кинг произнёс речь, получившую название «У меня есть мечта». В 2007 Осси Дэвис, совместно с супругой Руби Ди, был посмертно удостоен премии «Грэмми» за их альбом «With Ossie And Ruby: In This Life Together», посвящённый их браку.
Осси Дэвис был найден мёртвым 4 февраля 2005 года в гостиничном номере отеля в Майами-Бич, штат Флорида. По заключению экспертов, актёр умер от естественных причин.